# International Institute for Sustainable Development
Das International Institute for Sustainable Development (IISD, deutsch etwa: Internationales Institut für nachhaltige Entwicklung) ist ein kanadisches Forschungsinstitut, das sich mit Fragen der nachhaltigen Entwicklung befasst. Es versucht, Erkenntnisse aus Umwelt- und Entwicklungsforschung zusammenzutragen und für beide Felder verbindende, integrierte Konzepte zu entwickeln.
Die Organisation wurde 1990 gegründet und arbeitet seitdem auf einer gemeinnützigen, nicht gewinnorientierten Basis. Gegenwärtig sind etwa 150 Personen angestellt, die Stellen in Kanada, der Schweiz und rund 30 weiteren Ländern besetzen. Es bestehen organisatorische Verbindungen zu über 200 Partnereinrichtungen weltweit. Das Jahresbudget des Instituts beträgt ca. 12 Millionen kanadische Dollar (umgerechnet knapp 8 Millionen Euro).
Bekannt ist die Organisation vor allem für ihre tagesaktuelle Berichterstattung von nahezu allen größeren internationalen Umwelt- und Entwicklungskonferenzen. Dazu gehören die regelmäßig stattfindenden Treffen der Vertragsstaaten des Kyoto-Protokolls und des Paris-Abkommens, der Kommission für nachhaltige Entwicklung, der Biodiversitätskonvention und zahlreicher weiterer UN-Übereinkommen.
Daneben versucht die Einrichtung beispielsweise, Finanzströme und Rechtsstreite großer Unternehmen bezüglich ihres Einflusses auf die Energiewende und entsprechender Zielsetzungen zu analysieren.